# Schwarzkopf (Karwendel)
Der Schwarzkopf ist ein schwach ausgeprägter Nebengipfel am Rande der Nördlichen Karwendelkette in Bayern.
Der vollständig bewaldete Gipfel fällt steiler nach Mittenwald ab, führt in seiner Verlängerung nach Osten über den Zunterweidkopf schließlich zum Wörner in der Nördlichen Karwendelkette.